# Like an Angel Passing Through My Room
«Like an Angel Passing Through My Room» — заключительная песня с финального студийного альбома группы ABBA, The Visitors.
Работа над треком началась 26 мая 1981 года в Polar Music Studios. Сначала песня носила название «Another Morning Without You», во время записи — «An Angel Walked Through My Room», «An Angel’s Passing Through My Room» и «Twinkle Twinkle». В какой-то момент запись начала приобретать черты диско, но члены группы отвергли эту идею, так как им показалось, что композиция слишком похожа на «Lay All Your Love on Me». Первоначально песня содержала вокальные партии как Фельтског, так и Лингстад, но в окончательной версии слышен только голос Лингстад. Это единственная песня ABBA, в которой присутствует вокальная партия только одного человека.
Одной из отличительных черт композиции является сравнительная «бедность» мелодии: вся песня состоит из вокала и эффектов синтезатора — звука тикающих часов.
Дизайнер обложки к альбому The Visitors, Rune Söderqvist, был в том числе вдохновлён темой этой песни, когда разрабатывал композицию.

## Кавер-версии
- Мелодия присутствует в мюзикле 1983 года Abbacadabra под названием «When Dreamers Close Their Eyes» с иным текстом авторства Дэвида Вуда и Дона Блэка.
- Британская певица Хейзелл Дин записала свою версию песни для альбома The Winner Takes It All: Hazell Dean Sings Abba (1996).
- Норвежская певица Сиссель Хюрхьебё включила англоязычную кавер-версию на альбом 2006 album Into Paradise.
- Немецкая певица Нина Хаген исполнила песню в прямом эфире.
- В 1999 году Уильям Орбит записал версию песни с Мадонной для её альбома Music, но она так и не была выпущена; о ней стало известно лишь благодаря «утечке» в Интернет в августе 2008 года[6].